# Заволжский (Самарская область)
Заволжский — посёлок в Безенчукском районе Самарской области. Входит в состав сельского поселения Переволоки.
Расположен на правом берегу реки Безенчук в 7 км к западу от пгт Безенчук и в 65 км к юго-западу от Самары. Имеется дамба (с дорогой без твёрдого покрытия) через реку чуть севернее посёлка. Вблизи посёлка проходит местная автодорога Безенчук — Натальино. В 1,5 км к северу на левом берегу реки в селе Васильевка находится ж.-д. станция Майтуга на линии Москва — Сызрань — Самара.

## История
В 1973 г. Указом Президиума ВС РСФСР посёлок орошаемого участка переименован в Заволжский.

## Население
| 2010 | 2012 | 2013 | 2014 | 2015 | 2016 |
| ---- | ---- | ---- | ---- | ---- | ---- |
| 240  | ↗260 | ↗261 | ↘260 | ↗261 | ↗264 |